# Daksha

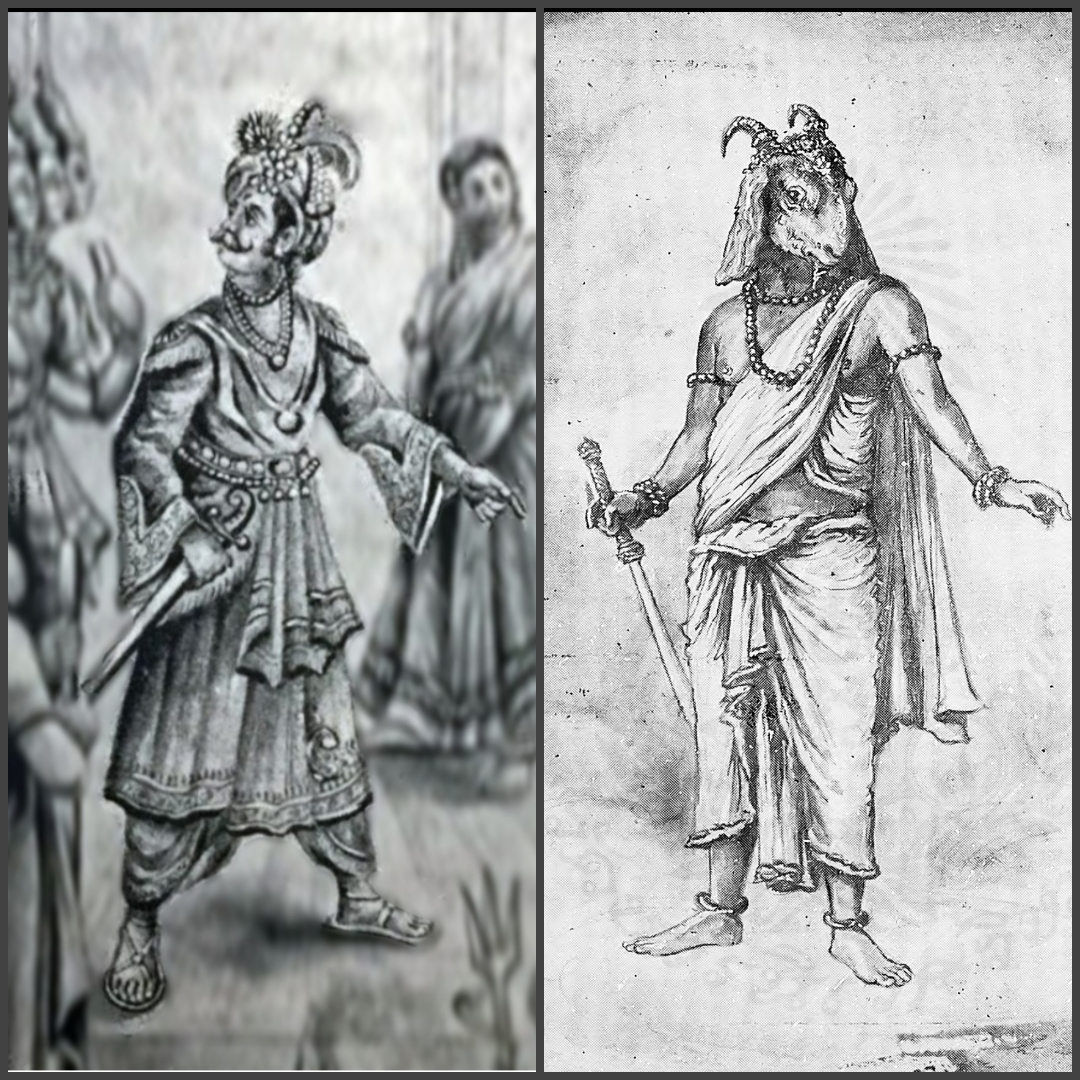
Två varianter av Daksha; mänsklig och med gethuvud.

Daksha är i den hinduiska, indiska mytologin den manliga principen, en ättling till Brahma.
Det brukar tillskrivas Daksha när månen avtar. Dakshas dotter blev Shivas hustru.